# Кор Дълейн
Кор Дълейн (на английски: Coeur d'Alene) е град в окръг Кутни, щата Айдахо, САЩ. Кор Дълейн е с население от 41 328 жители (2006) и обща площ от 35,2 km². Намира се на 667 m надморска височина. Телефонният му код е 208.